# Harm Rozema
Harm Rozema (Loppersum, 6 juli 1864 – aldaar, 7 februari 1934) was een Nederlands opzichter en architect.
Hij was zoon van Annegien Keur en timmerman Evert Willems Rozema. Harm trouwde met Antje Wiersum. Twee zonen stapten in de voetsporen van vader: Evert Rozema en Pieter Rozema. De naam Harm Rozema kwam terug in de zoon van Pieter; die Harm wilde liever Harry Rozema genoemd worden. Van de opleiding van Harm Rozema is niets bekend, vermoedelijk de ambachtsschool of een opleiding bouwkunde. Bovengenoemde Rozema’s werkten allen gedurende langere of kortere tijd voor plaatselijke waterschappen, met name Fivelingo en wettelijke opvolgers. In 1932 vierde hij zijn veertigjarig jubileum bij Fivelingo; in 1933 vroeg hij om ontslag. 
Een bewijs van zijn kunnen is de Hervormde kerk (1912) in Garrelsweer, die hij samen met Gerhardus Hoekzema ontwierp.